# Cinnabon
O Cinnabon, Inc. é uma cadeia americana de lojas e quiosques de produtos de pastelaria, que se encontram normalmente em zonas de grande trânsito de pessoas, como centros comerciais, aeroportos e paragens de descanso. O produto de assinatura da empresa é o kanelbulle. Em dezembro de 2017, existiam mais de 1.200 padarias da Cinnabon em 48 países e a sua sede situa-se em Sandy Springs, Geórgia, Estados Unidos.
A empresa é copropriedade - juntamente com as marcas Schlotzsky's, Carvel, Moe's Southwest Grill, McAlister's Deli, Jamba e Auntie Anne's - da Focus Brands, uma afiliada da empresa de capital privado Roark Capital Group, com sede em Sandy Springs, Geórgia, que opera mais de 5.000 lojas.

## História

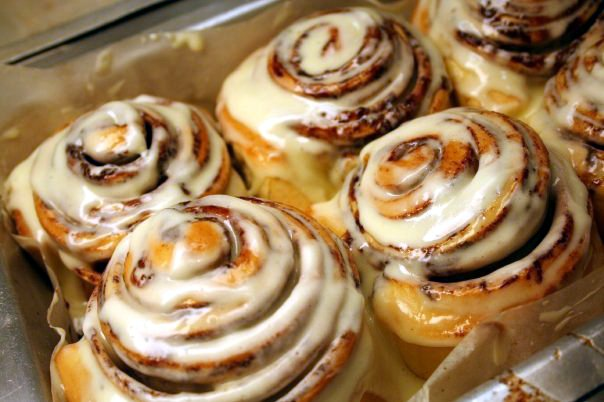
Uma caixa de kanelbulle da Cinnabon

A primeira Cinnabon abriu a 4 de dezembro de 1985, em Federal Way, na Região Metropolitana de Seattle, Washington, no Centro Comercial SeaTac, atualmente denominado The Commons at Federal Way. A Cinnabon era uma ramificação da cadeia Restaurants Unlimited, sediada em Seattle, detida maioritariamente por Rich Komen, com o sócio minoritário e diretor executivo Ray Lindstrom ao leme. Komen e Lindstrom pretendiam criar o rolo de canela perfeito, acabando por contratar Jerilyn Brusseau para finalizar a receita, uma vez que Brusseau era famosa pela sua pastelaria na Região Metropolitana de Seattle. A primeira padaria começou por servir apenas os seus rolos de canela com um letreiro a anunciar “World Famous Cinnamon Rolls”. A primeira loja em regime de franquia da Cinnabon abriu em agosto de 1986, nos arredores de Filadélfia, no King of Prussia Mall. Atualmente, as lojas Cinnabon também podem ser encontradas em estações de serviço, universidades, estações de trânsito rápido, casinos e parques de diversões.
A Cinnabon foi comprada pela AFC Enterprises, Inc. em 1998 por US$ 65 milhões. Em 2004, a AFC Enterprises, Inc., vendeu a Cinnabon por US$ 30,3 milhões à Focus Brands, Inc., que é propriedade da empresa de Atlanta, que é propriedade da empresa de capital privado Roark Capital Group, sediada em Atlanta. A sede mudou-se para a Região Metropolitana de Atlanta em 1999. Em novembro de 2020, o grupo de varejo britânico EG Group anunciou uma parceria com a Cinnabon para abrir 150 lojas da marca no Reino Unido ao longo de cinco anos. Em maio de 2024, a parceria do Reino Unido seria então transferida para EG On the Move.
Em 8 de outubro de 2018, a Cinnabon fez parceria com a Pizza Hut para lançar mini rolos de canela rotulados como “Cinnabon Mini Rolls” na Pizza Hut (também conhecidos como MiniBons fora da Pizza Hut). Esses rolos de canela continuam disponíveis na Pizza Hut. Em 2020, a Pizza Hut trouxe de volta a Triple Treat Box, contendo duas pizzas médias de uma cobertura, cinco breadsticks e dez Cinnabon Mini Rolls.

## Áreas servidas

### Atuais
A Cinnabon tem operações de franquia em 50 países e locais que incluem:
- África do Sul
- Arábia Saudita
- Armênia
- Austrália[13]
- Azerbaijão
- Bahrein
- Bangladesh
- Belarus
- Bolívia
- Camboja
- Canadá
- Catar
- Chile
- Colômbia[14]
- Coreia do Sul[15]
- Costa Rica
- Chipre
- República Tcheca[16]
- Equador
- Egito
- Emirados Árabes Unidos
- Espanha
- Estados Unidos (incluindo Porto Rico e Guam)
- Filipinas
- Geórgia
- Grécia
- Guatemala
- Guiana
- Holanda
- Honduras
- Hong Kong[17]
- Índia
- Indonésia
- Israel[18]
- Iraque[19]
- Japão
- Jordânia[20]
- Kuwait[21]
- Líbia (A Cinnabon é conhecida por ter sido a primeira fraquia americana a abrir na Líbia após a morte de Muammar al-Gaddafi em 2011.[22])
- Malásia
- Malta[23]
- México
- Nova Zelândia
- Omã
- Paquistão
- Panamá
- Peru
- Quênia
- Reino Unido (Parceria com EG On the Move)
- República Dominicana
- Rússia
- Singapura[24]
- Tailândia
- Trinidad e Tobago
- Turquia
- Ucrânia
- Venezuela

### Antigas
- Austria
- Brunei
- Brasil (Em 2009, foi aberta uma loja em São Paulo, que logo fechou em 2011.)
- El Salvador
- Finlândia (Um ponto de venda abriu em março de 2015, mas foi fechado em março de 2016)
- Israel (Fechado em agosto de 2016)
- Jamaica
- Letônia
- Líbano (Fechado em 2020)
- Marrocos
- Paraguai
- Polônia (Fechado em março de 2021)
- Romênia (Fechado em 2018)
- Suécia (Fechado em novembro de 2020)
- Síria